# Juan de Santa Gertrudis
Juan de Santa Gertrudis (Palma de Mallorca, 1724 - aldaar, 8 augustus 1799) was een franciscaner monnik die bekend is geworden door zijn missiewerk in Colombia, Ecuador en Peru. Hij was de schrijver van de kroniek "Maravillas de la Naturaleza" (Wonderen van de natuur)  waarin hij als eerste melding maakte van de San Agustíncultuur en van de Tierradentrocultuur.
Juan de Santa Gertrudis reisde veel door verschillende Europese landen en werd in 1755 als missionaris naar Zuid-Amerika gestuurd. Tussen 1758 en 1767 richtte hij een missiepost op, genaamd Agustinillo, in het gebied van Putumayo. Hij doorkruiste het zuiden van Nieuw-Granada.
Jaren later, terug in Spanje, schreef hij zijn belangrijkste werk, getiteld "Maravillas de la Naturaleza". De kroniek bleef tot 1956 ongepubliceerd in een bibliotheek liggen. Door deze kroniek is het nu mogelijk om een andere dan de officiële blik te werpen op het 18e-eeuwse leven in het zuiden van Nieuw-Granada.
Hij bracht zijn laatste jaren door op Mallorca, waar hij op 8 augustus 1799 stierf.